# Iván Köves

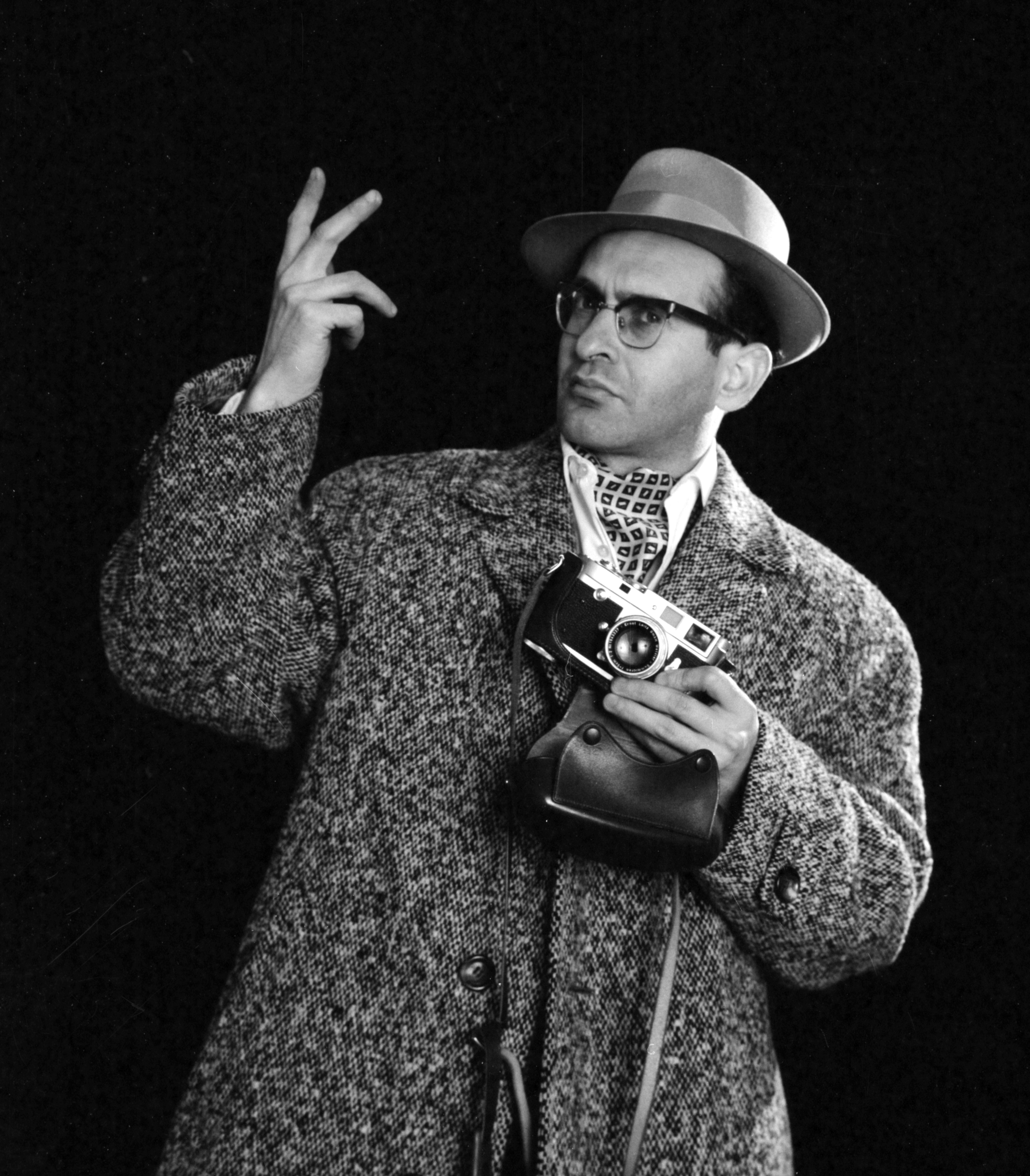
Ivan Köves Selbstporträt aus dem Jahr 1964

Iván Köves (* 26. Mai 1926 in Kiskunhalas; † 20. August 2015 in Budapest) war ein in Ungarn geborener Fotograf, Autor, Musiker,  Kunstwissenschaftler und Dozent für Kunsterziehung mit deutscher Staatsangehörigkeit. Köves wurde bekannt als Vater der Dialektischen Bildsprache, die er in Theorie und Praxis entwickelte. Er galt als „Philosoph der Kamera“, der die Fotografie lediglich als Handwerk und Prothese seines Geistes betrachtete, um seine schöpferischen Gedanken darzustellen.
Er verfasste zahlreiche Bildbände und Städteportraits, die er nach den Prinzipien der Dialektischen Bildsprache gestaltete. Viele prominente Persönlichkeiten ließen sich von ihm fotografieren, darunter der Schriftsteller Günter Grass, der Politiker Willy Brandt, die Musiker Martha Argerich, Antal Doráti und Yehudi Menuhin, der Pantomime Samy Molcho und die Schauspieler Yul Brunner und Mariann Moór.

## Leben
Iván Köves wuchs in einer wohlhabenden jüdischen Familie in Kiskunhalas und Janoshalma auf. Seine Mutter Ilona Stein starb bereits 1930 an einer Lungenkrankheit, sein Vater Károly Schwarcz wurde im Krieg in das Konzentrationslager nach Auschwitz deportiert und 1944 getötet. Mit 18 Jahren wurde Köves von den Nazis zum Arbeitsdienst verpflichtet und nur nicht erschossen, weil er Musiker war. Nach dem Krieg absolvierte Köves ein Musikstudium an der Franz-Liszt-Akademie und ein Hochschulstudium für Kunst und Philosophie in Budapest. Dort begann er seine Karriere als Cello-Solist. Als Kriegsdienstverweigerer und bekennender Pazifist wurde er 1949 zu einer mehrjährigen Gefängnisstrafe verurteilt und interniert.
Im Jahr 1956 flüchtete er vor den Kommunisten aus Ungarn zunächst nach Baden bei Wien. Dort gründete er gemeinsam mit anderen geflüchteten Musikern die Philharmonia Hungarica. Das Symphonieorchester gelangte schnell zu Ruhm und verlegte seinen Hauptsitz auf Einladung des damaligen Bürgermeisters Rudolf Heiland in die aufstrebende Ruhrgebietsstadt Marl in Deutschland.
Bereits in Wien interessierte sich Köves für die Fotografie und nutzte diese als Werkzeug für seine schöpferischen Arbeiten. 1958 gewann er bei der Internationalen Fotoausstellung „realité“ in Paris unter 6000 eingereichten Arbeiten den 1., 3. und 7. Preis, in der unter anderem der spanische Maler Pablo Picasso Preisrichter war.
Im Jahr 1962 gewann eines seiner Werke das Prädikat „Weltbestes Foto“ beim internationalen Wettbewerb in Palermo, Italien. Daraufhin folgten zahlreiche Ausstellungen z. B. in Wien, Paris, Palermo und München mit den Themen „Durch die Optik zum Gedanken“ und „Vom Gedanken zum Bild“. 1963 wurde die Demonstrationsausstellung über seine philosophische Bildsprache „These-Antithese“ im Fritz-Henßler-Haus in Dortmund durch Theodor Adorno eröffnet. In den darauffolgenden Jahren wurde sie in verschiedenen deutschen Großstädten gezeigt. So schreibt Helmuth de Haas von Die Welt am 20. Oktober 1962: „Dieser Köves ist ein Poet. Er schießt nicht blindlings Fassaden, ihm genügt nicht die pure Dokumentation (obwohl sie durch seine Methode spielend leicht mitgelingt), er ist ein Kompositeur, und musikalisches Sehen wäre in etwa das Kennwort für seine Technik, Wirklichkeiten dynamisch zu fassen.“

Zitat aus der Ausstellungsübersicht der internationalen Ausstellung des kulturgeschichtlichen Museums Osnabrück, 1972, zum Bild Zukunftsvisionen:

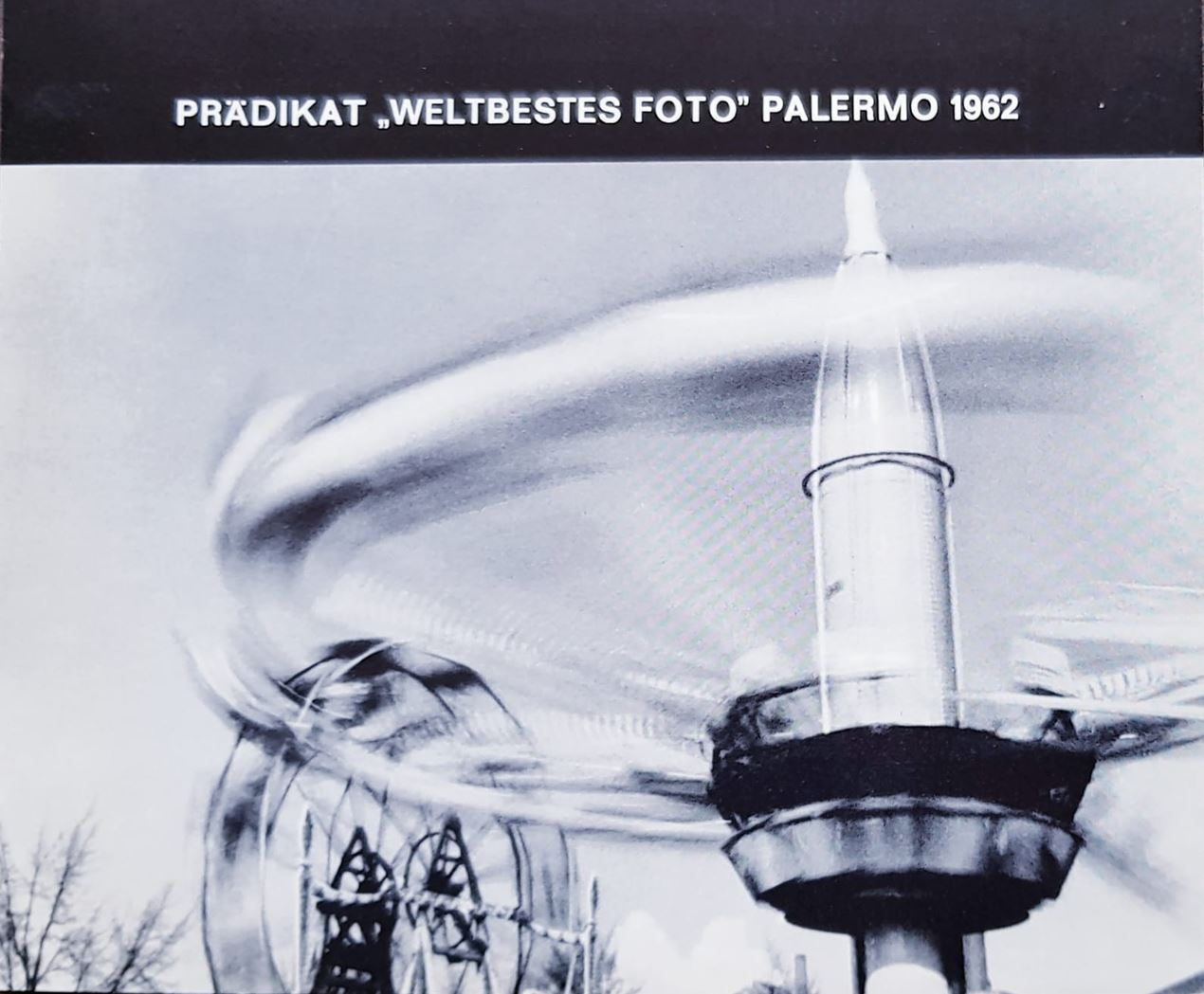
Zukunftsvisionen – weltbestes Foto 1962, Palermo

„Das Bild Zukunftsvisionen wurde mit konkreten Mitteln zu einer Vision der technischen Welt abstrahiert. Die Umgebung ist ein Rummelplatz. Objekte sind das Karussell und das Riesenrad. Das Ziel ist symbolische Skizzierung eines Zeitalters, welches bereits unsere Gegenwart geworden ist. Aus der Erdgebundenheit, durch die Umrisse der Zeche und die Vegetation der Natur am Unterrand des Bildes stößt die Rakete in die Höhe. Die Kreisbahn der Gondeln schneidet die des Riesenrades und deutet das Niels-Bohrsche Atommodell an. Die um den Kern kreisenden Elektronen verbildlichen so den Begriff des Atoms. Gleichzeitig wird das Problem der Sichtbarmachung als geistige Dimension behandelt, welche auch hier wie bei unseren anderen Kompositionen nicht das Ziel, sondern als Komponente dient. Fester Bestandteil dieser Komposition ist die Bewegung, nicht als fotografische Verwischung abgebildet, sondern als zum Tönen verwandelte symbolisierte Akustik – Durch die Verschmelzung der einzelnen Bildelemente (resonierende Speichen) entsteht die Klangimpression – so wie Musik oft visuelle Impressionen beim Hörer hervorruft, der Komponist mit Tönen malt, so gibt es hier die Möglichkeit, mit Licht zu komponieren, welches Grautöne rauschen lässt. Das Thema – der Titel des Bildes – sollte mit dem dynamischen Ausdrucksmittel fixiert werden. Eine scheinbare Entwicklung (von der Vegetation, über die konventionelle Technik bis zum Atom) bleibt doch ein erdgebundender Circulus vitiosus‘.“
Iván Köves verfasste didaktische, kunsttheoretische und kulturpolitische Schriften, wie z. B. im Jahr 1963 über Visuelle Kommunikation. 1964 heiratete er die in Kattowitz, Polen geborene und in Marl lebende Henrike Czioska. Sie und deren gemeinsame Tochter Ariana dienten ihm oft als Fotomodell für seine Bildbände und Werbeaufträge. Henrike Czioska unterstützte ihren Mann auch bei der Layoutgestaltung und Ausarbeitung seiner Bücher.

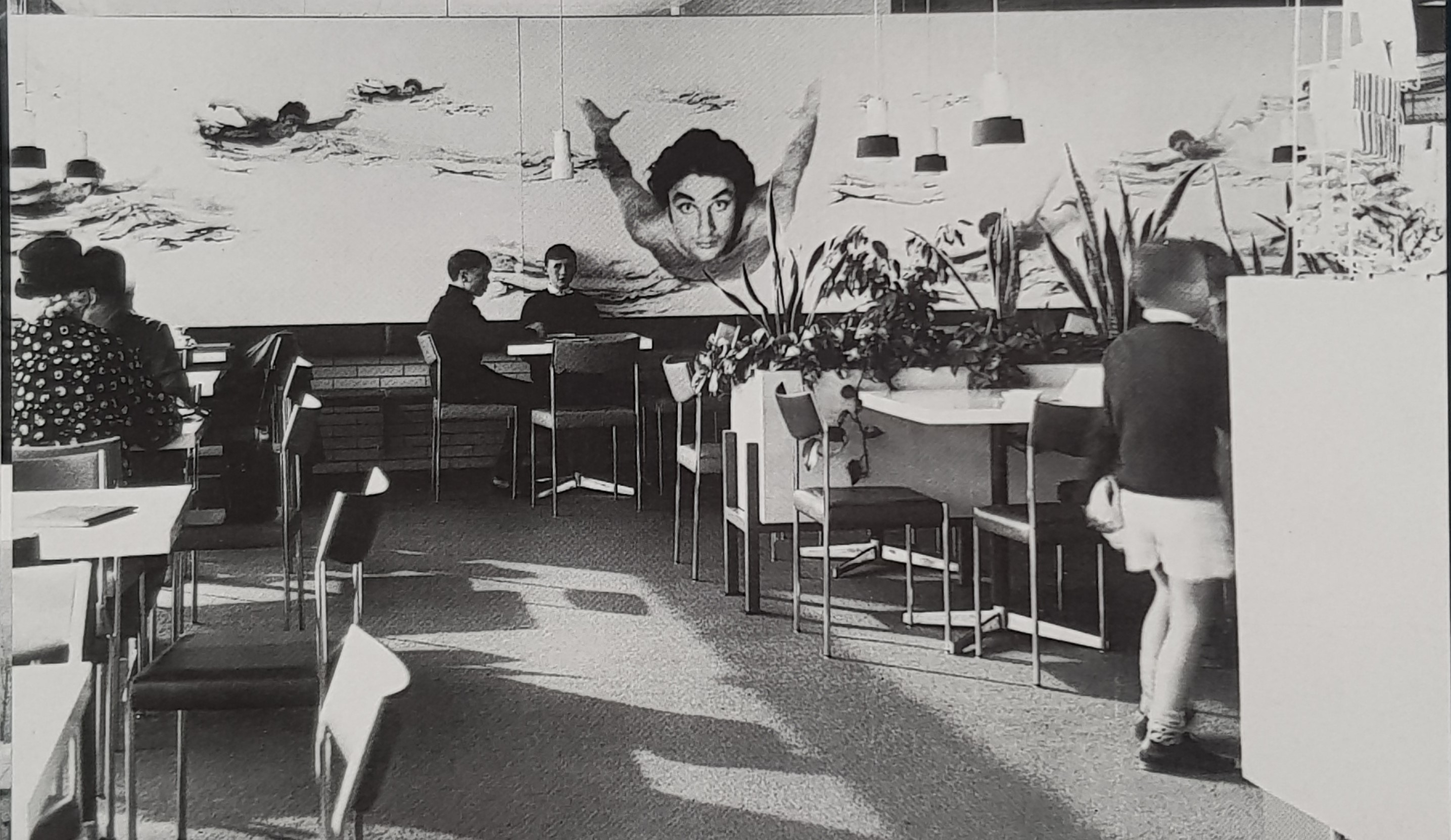
Ehemalige Milchbar im Café des Marler Hallenbads

Im Jahr 1964 nutzte Köves die schöpferische Fotografie als architektonisches Element (Kunst am Bau). Das weltweit erste Fotofresko mit dem Titel „Best-Zeit-Story“ diente dem Cafe des Marler Hallenbades im Format 8 m × 1,60 m als Wandgestaltung. Es zeigt einen jungen Schwimmer im Wettkampf. Die Formgebung dieser visuellen Darstellung entspringt den Gesetzen der Musik, streng genommen nach dem sequenzartigen Aufbau des Songs „America“ aus Bernsteins West-Side-Story. Die grafischen Themen und Sequenzen werden Elemente zur Stilisierung des Sports der Best-Zeit-Story. Am 20. März 1964 kommentiert die Westfälische Rundschau dazu: „Iván Köves beschritt einen neuen Weg: Foto-Fresko als Teil der Architektur.“
Danach folgte das Deckenfresko in der Ernst-Immel-Realschule der Stadt Marl mit dem Titel „Justicia“. Eine Darstellung der Gerechtigkeit ist die Grundidee für die 180 m² große Komposition. Sie besteht aus fotografisch gestalteten Einzelobjekten, die thematisch auf eine zentrale Idee ausgerichtet sind. Es werden verschiedene erstrebenswerte Ziele des in der Gesellschaft lebenden Menschen dargestellt. Vom Handwerk über Wissenschaft, Kunst und Sport bis zur Technik. Die Komposition ist eine Assoziierung angedeuteter Gestalten und Figuren.
Im Jahr 1972 feierte seine internationale Ausstellung „Abstratio“ und seine kulturphilosophische Abhandlung „Dialektische Bildsprache“ Premiere, ausgestellt und erschienen durch das Kulturgeschichtliche Museum Osnabrück. 1976 wurde das Werk „Kommunikative Meditation“ im Auftrag des Bistums Münster veröffentlicht, in der er mit Hilfe seiner Bildsprache das „Mensch werden“ reflektiert. Zwischen 1969 und 1988 erschienen weitere Bücher über die Bildsprache. Dafür erhielt er ehrende Anerkennung durch den Deutschen Städtetag sowie dem ehemaligen Angehörigen des Europäischen Parlaments Leo Tindemans.
Im Jahr 1979 referierte Köves beim 25. ordentlichen Kongress der Europa-Union in Darmstadt. In den 1990er Jahren wurde er mehrfach vom ungarischen Fernsehen und Rundfunk interviewt und porträtiert. Nach der Wende im Jahr 1994 kehrte Köves schließlich auf Einladung des ungarischen Staatspräsidenten Arpad Göncz nach Ungarn zurück. Dort war er als Gastdozent an den Universitäten Szolnok und Baja tätig. Außerdem veröffentlichte er weitere Bücher, denen auch Ausstellungen folgten. Noch im hohen Alter engagierte er sich für Frieden und Gerechtigkeit und trat dafür öffentlich ein.
Im Mai 2015 wurde Iván Köves von der Stadt Marl für sein Werk „Best-Zeit-Story“ im Rahmen eines festlichen Symposiums gewürdigt. Dafür reiste er extra noch einmal aus Budapest in seine ehemalige Wahlheimat Marl. Ein Jahr später wurde eine von seinem Enkelsohn Jamin Mahmood nach Köves Vorstellungen kolorierte Überarbeitung des Freskos „Best-Zeit-Story“ der Stadt Marl offiziell übergeben. Diese soll im Eingangsbereich des Guido-Heiland-Bades Marl platziert werden.

## Publikationen
- Marl – Marler Impressionen. 1966, Aurel Bongers, Recklinghausen
- Dülmen – Gesichter einer kleinen Stadt. 1967, Münster Coppenrath
- Lünen – objektiv. 1968, Aurel Bongers, Recklinghausen
- Traunreut – Gesicht einer Stadt. 1970, Alois Erdl KG, Trostberg
- Marl. 1971, Presseamt der Amtsverwaltung Marl
- Cuxhaven – Variationen über ein Thema. 1972, Christian Wolff, Flensburg
- Lünen – Stadt mit grünem Licht. 1973, Stadtverwaltung Lünen
- Neukirchen-Vluyn Niederrhein – Darstellung in 4 Sätzen. 1973, Gemeinde Neukirchen-Vluyn
- Borken – Gegenwart und Rückblick. 1976, Aurel Bongers, Recklinghausen
- Dülmen Doppel-Bildband: Eine Stadt mit Herz und grüner Lunge / Wildpferde. 1979, Bacht GmbH, Essen
- Kommunikative Meditation – Beispiel Jugendburg Gemen. 1984, Buch- und Bilddienst Gemen
- Paracelsus Klinik der Stadt Marl. 1988, Verlag: B + B Druck GmbH
- Marl „Anspruch – Raum – Lebensraum“. 1989, Bacht GmbH, Essen, ISBN 3-87034-043-6
- Leben Kreislauf Dialog (30 Jahre Marienhospital Marl). 1991, Bacht GmbH, Essen
- Philharmonia Hungarica 1957–2001. Mit der Journalistin Szőke Cecília, 2006, Budapest, ISBN 963-86157-2-9
- ABSZTRÁCIÓ – Vizuális kommunikáció és dialektikus képnyelv. 2007, Print 2000 Nyomda, Kecskemét, Ungarn, ISBN 978-963-86601-7-6
- Zsinagóga Kiskunhalason. Mit Somodi Henrietta, 2014, Kiskunhalas

## Auszeichnungen
- 1958: Hauptpreis bei der Internationalen Fotoausstellung „realité“ in Paris, Frankreich
- 1962: Weltbestes Foto beim internationalen Wettbewerb in Palermo, Italien
- 2014: Ehrenbürgerschaft der Stadt Janoshalma, Ungarn